# Buena Vista County
Buena Vista County är ett administrativt område i delstaten Iowa, USA, med 20 260 invånare. Den administrativa huvudorten (county seat) är Storm Lake.

## Geografi
Enligt United States Census Bureau har countyt en total area på 1 502 km². 1 489 km² av den arean är land och 14 km² är vatten.

### Angränsande countyn
- Clay County - nord
- Pocahontas County - öst
- Sac County - syd
- Cherokee County - väst

### Orter
- Marathon
- Storm Lake (huvudort)
- Truesdale